# 에릭 체이스 앤더슨
에릭 체이스 앤더슨(Eric Chase Anderson, 1973년 1월 1일 ~ )은 미국의 배우, 작가, 소설가, 성우이다.
휴스턴에서 태어났다.

## 영화
- 문라이즈 킹덤 (2012년)
- 판타스틱 Mr. 폭스 (2009년) - 크리스토퍼슨 실버폭스 목소리 역
- 스티브 지소와의 해저 생활 (2004년)
- 로얄 테넌바움 (2001년)